# Jan z Komorowa
Jan z Komorowa (ur. ok. 1465, zm. 1536 w Krakowie) – polski bernardyn, pisarz katolicki i kronikarz.

## Twórczość
- ok. 1503-1506 – Sermones de Regula et Constitutionibus ordinis (zbiór kazań do zakonników)
- Introductio in doctrinam Doctoris subtilis (traktat teologiczno-scholastyczny)
- ok. 1512 – Tractatus cronice Fratrum Minorum a tempore Constanciensis Consilii et specialiter de Provincia Poloniae; rękopis dzieła zwany jest Rękopisem Krasińskich
- 1536 – Kroniki Zakonu Braci Mniejszych Obserwantów (1209-1536); napisane w dwóch rękopisach, zwanych Rękopisem Czartoryskich i Rękopisem Jagiellońskim